# Класифікація у збагаченні корисних копалин
Класифікація у збагаченні корисних копалин (рос. классификация в обогащении полезных ископаемых, англ. classifying, sizing, нім. Sortieren n, Sichten n, Klassieren n, Klassierung f) — процес розділення (сепарації) подрібнених матеріалів у рідинному або повітряному середовищі на основі відмінності в швидкостях падіння (осідання) частинок різно-го розміру, форми і густини.
Мета — отримання продуктів різного ґранулометричного складу і густини.

## Застосування
К. застосовують у гірничій промисловості, переважно при збагаченні руд чорних і кольорових металів, вугілля і т. ін. для забезпечення оптим. крупності продуктів при подальшій обробці, в тому числі перед гравітац. збагаченням і флотацією. Крупність частинок, що розділяються, як правило, становить 1 мм — 40 мкм. Матеріал крупніший 3 мм (при збагаченні вугілля крупністю до 13 мм) класифікується рідко.

## Різновиди
За технол. призначенням К. розділяють на:
- с а м о с т і й н у (остаточну) для відділення грубозернистого матеріалу від мулистих і глинистих частинок, отримання готових продуктів, сортність яких визначається крупністю;
- п і д г о т о в ч у — для розділення тонкозернистих матеріалів на окр. класи крупності перед їх збагаченням гравітац. або флотац. процесами.

При подрібненні виділяють К.:
- п о п е р е д н ю — відділення великих частинок для подальшого їх подрібнення;
- к о н т р о л ь н у, або п е р е в і р о ч н у — виділення великих частинок (пісків) з подрібненого матеріалу для подальшого їх доподрібнення в замкненому циклі;
- с у м і щ е н у — попередню і контрольну (перевірочну), коли обидві опе-рації об'єднані в одну при подрібненні в замкненому циклі.

У залежності від середовища, в якому відбувається розділення частинок, розрізняють
- м о к р у (гідравлічну) і
- с у х у (пневматичну) К.

За принципом розділення виділяють К.
- г р а в і т а ц і й н у (з розділенням частинок у полі сили тяжіння) і
- в і д ц е н т р о в у (з розділенням в полі відцентрової сили).

Розрізняють також К. с и т о в у (грохочення) та б е з с и т о в у.

## Механізм процесу класифікації
Теорія К. базується на вивченні і кількісному описі переміщення частинок в рідкому або повітряному середовищі, зокрема для дрібних частинок на основі закону Стокса. Ефективність К. залежить від розподілу рідкої фази по продуктах К., не-рівномірності швидкостей потоку і його турбулентності по перетину класифікатора, форми і густини частинок, а також конструктивних параметрів класифікаторів. Утруднення К. виникають зі зменшенням розміру частинок. Дуже тонкі (менше 10 мкм) частинки сильніше злипаються одна з одною — коагулюють або флокулюють. Для чіткого розділення тонких частинок необхідно їх роз'єднати, пептизувати додаванням реагентів, що запобігають злипанню тонких частинок.